# ژلیکو ربراچا
ژلیکو ربراچا (سیریلیک صربی: Жељко Ребрача؛ زادهٔ ۹ آوریل ۱۹۷۲) بازیکن بسکتبال اهل یوگسلاوی است.
از باشگاه‌هایی که در آن بازی کرده‌است می‌توان به دیترویت پیستونز، باشگاه بسکتبال والنسیا، یونیورسو ترویزو، باشگاه بسکتبال پاناتینایکوس، لس آنجلس کلیپرز، آتلانتا هاوکس، و باشگاه بسکتبال پارتیزان اشاره کرد.
وی در مسابقات کشوری و بین‌المللی در مجموع برندهٔ ۳ مدال طلا، ۱ مدال نقره شده‌است.